# Stinnett (Wisconsin)
Stinnett – miasto w Stanach Zjednoczonych, w stanie Wisconsin, w hrabstwie Washburn.